# Tandem (film 2000)
Tandem è un film del 2000 diretto da Lucio Pellegrini.
Film italiano con protagonista la coppia di comici Luca e Paolo.

## Trama
Il cantante rock Luca e la studentessa di giurisprudenza Camilla si incontrano ad un concerto e tra i due inizia un'appassionante storia d'amore. Dopo alcuni anni la coppia entra in una grave crisi amorosa, così decidono - ognuno per conto proprio - di consultare uno psicologo per tentare di uscire dalla loro complicata situazione. Ciò che non sanno è che Pietro, lo psicologo di Luca, è sposato con Blanda, l'analista alla quale si è affidata Camilla: tra i due specialisti le divergenze diagnostiche sono solo il preludio delle difficoltà sentimentali che ben presto li portano a lasciarsi.
Luca inizia una nuova carriera come autore di jingle pubblicitari, mentre Blanda prima sbatte Pietro fuori di casa e poi gli concede una seconda chance, permettendogli un mese di prova: in questo periodo però Camilla viene lasciata da Luca (che si trasferisce in un teatro occupato da artisti itineranti) e quindi va a rifugiarsi nell'abitazione dei due psicologi, la cui relazione naufraga definitivamente. L'aspirante costituzionalista torna quindi dal suo fidanzato, ma lo trova con una delle sue solite amanti occasionali e pensa al suicidio; anche Pietro, rimasto solo, ha la stessa tendenza: i due si capiscono, si piacciono e iniziano un legame sentimentale.
La relazione tra Pietro e Camilla sembra andare a gonfie vele, ma proprio nel giorno della sua laurea la ragazza capisce che in realtà è Luca l'uomo che ama e scoppia a piangere: lo insegue fino a Savona, da dove egli si stava incamminando per raggiungere i tuareg nel deserto, e torna insieme a lui. Pietro allora, rimasto nuovamente solo, tenta invano di togliersi la vita avvelenandosi in macchina. Nel finale si nota il riscatto di tutti i protagonisti: Luca è diventato un cantante di successo, Camilla gli fa da manager, Blanda ha trovato l'amore con il suo ex paziente greco Papandreu e Pietro, evidentemente incapace ancora una volta di suicidarsi, isolato nel deserto ma finalmente felice.

## Curiosità
- Il film, che è stato distribuito inizialmente solo in VHS, è uscito in DVD solo nel 2010.
- Nel finale del film, nel locale di Luca si esibiscono i Subsonica.
- Piccolo cameo per la "guest star" Samuele Bersani, nella parte di un ragazzo cui la madre di Luca affitta la sua stanza.
- Il cast è uguale ad un altro film della coppia, E allora mambo!.